# Игрунковые
Игрунко́вые (лат. Callitrichidae) — семейство приматов, относящееся к широконосым обезьянам Нового Света. В семейство входят около 50 видов в шести родах.

## Внешний вид
Игрунковые являются наравне с карликовыми лемурами наименьшими по размерам приматами. Самые маленькие достигают величины 13 см и веса 100 г. Их наиболее заметным внешним признаком являются когти, имеющиеся на всех пальцах рук и ног за исключением больших пальцев ног. На этих пальцах у них, как у человека, имеется плоский ноготь. Учёные сходятся в том, что предки игрунковых имели плоские ногти на всех пальцах рук и ног. Шерсть этих обезьян очень мягкая и может иметь различные узоры. У некоторых видов имеются заметные пучки волос в районе мордочки, а также закрученный хвост. Хвост как правило длиннее туловища, однако в отличие от многих других видов широконосых обезьян не может использоваться для хватания.

## Распространение
Игрунковые обитают в тропических лесах Центральной и Южной Америки. Большинство видов живут в бассейне Амазонки.

## Поведение
Все виды ведут дневной образ жизни. Они живут на деревьях и передвигаются с помощью прыжков и горизонтального бегания по веткам. Игрунковые живут в небольших семейных группах, ареалы которых насчитывают от 1 до 50 гектаров.

## Питание
Пища игрунковых состоит главным образом из насекомых, кроме этого они употребляют в пищу нектар, мягкие фрукты и древесные соки.

## Размножение
После длящейся от 140 до 150 дней беременности самка дважды в год рождает от одного до трёх детёнышей. В 80 % случаев в помёте двойня. Учёные исходят из того, что самке легче родить двух небольших детёнышей, чем одного крупного. В воспитании потомства участвуют и самцы из группы, а также все остальные её члены. Оба пола, прежде всего самцы, носят детёнышей на спине. В возрасте от 12 до 18 месяцев молодые игрунковые достигают половой зрелости. Продолжительность жизни игрунковых может доходить до 16 лет.

## Угрозы
Наибольшую угрозу для игрунковых составляет уничтожение их жизненного пространства вследствие вырубки тропических лесов. 17 видов оцениваются МСОП как состоящие под угрозой. Считается, что в наиболее опасном положении находятся львиные игрунки.

## Систематика
База данных Американского общества маммологов (ASM Mammal Diversity Database) признаёт следующие роды и виды игрунковых:
| - Род Callimico - Мармозетка (Callimico goeldii) - Род Обыкновенные игрунки (Callithrix) - Пушистоухая игрунка (Callithrix aurita) - Хохлатая игрунка (Callithrix flaviceps) - Игрунка Жоффруа (Callithrix geoffroyi) - Обыкновенная игрунка (Callithrix jacchus) - Игрунка Куля (Callithrix kuhlii) - Черноухая игрунка (Callithrix penicillata) - Род Карликовые игрунки (Cebuella) - Cebuella niveiventris - Карликовая игрунка (Cebuella pygmaea) - Род Львиные игрунки (Leontopithecus) - Чернолицая львиная игрунка (Leontopithecus caissara) - Золотистоголовая львиная игрунка (Leontopithecus chrysomelas) - Чёрная львиная игрунка (Leontopithecus chrysopygus) - Золотистая львиная игрунка (Leontopithecus rosalia) - Род Mico - Mico acariensis - Серебристая игрунка (Mico argentatus) - Золотисто-белая игрунка (Mico chrysoleucos) - Игрунка Эмилии (Mico emiliae) - Белоплечая игрунка (Mico humeralifer) - Крошечная игрунка (Mico humilis) — иногда выделяется в род Callibella - Средняя игрунка (Mico intermedius) - Голоухая игрунка (Mico leucippe) - Игрунка Марка (Mico marcai) - Мауэсская игрунка (Mico mauesi) - Чернохвостая игрунка (Mico melanurus) - Mico munduruku - Черноголовая игрунка (Mico nigriceps) - Mico rondoni - Mico saterei - Mico schneideri | - Род Тамарины (Saguinus) - Пегий тамарин (Saguinus bicolor) - Saguinus cruzlimai - Буроголовый тамарин (Saguinus fuscicollis) - Saguinus fuscus - Тамарин Жоффруа (Saguinus geoffroyi) - Saguinus illigeri - Императорский тамарин (Saguinus imperator) - Тамарин Шварца (Saguinus inustus) - Saguinus kulina - Краснобрюхий тамарин (Saguinus labiatus) - Saguinus lagonotus - Saguinus leucogenys - Белоногий тамарин (Saguinus leucopus) - Гололобый тамарин (Saguinus martinsi) - Краснорукий тамарин (Saguinus midas) - Усатый тамарин (Saguinus mystax) - Чернолапый тамарин (Saguinus niger) - Черноспинный тамарин (Saguinus nigricollis) - Saguinus nigrifrons - Эдипов тамарин (Saguinus oedipus) - Saguinus pileatus - Saguinus subgrisescens - Золотистоплечий тамарин (Saguinus tripartitus) - Saguinus ursula - Saguinus weddelli |